# Mercat negre

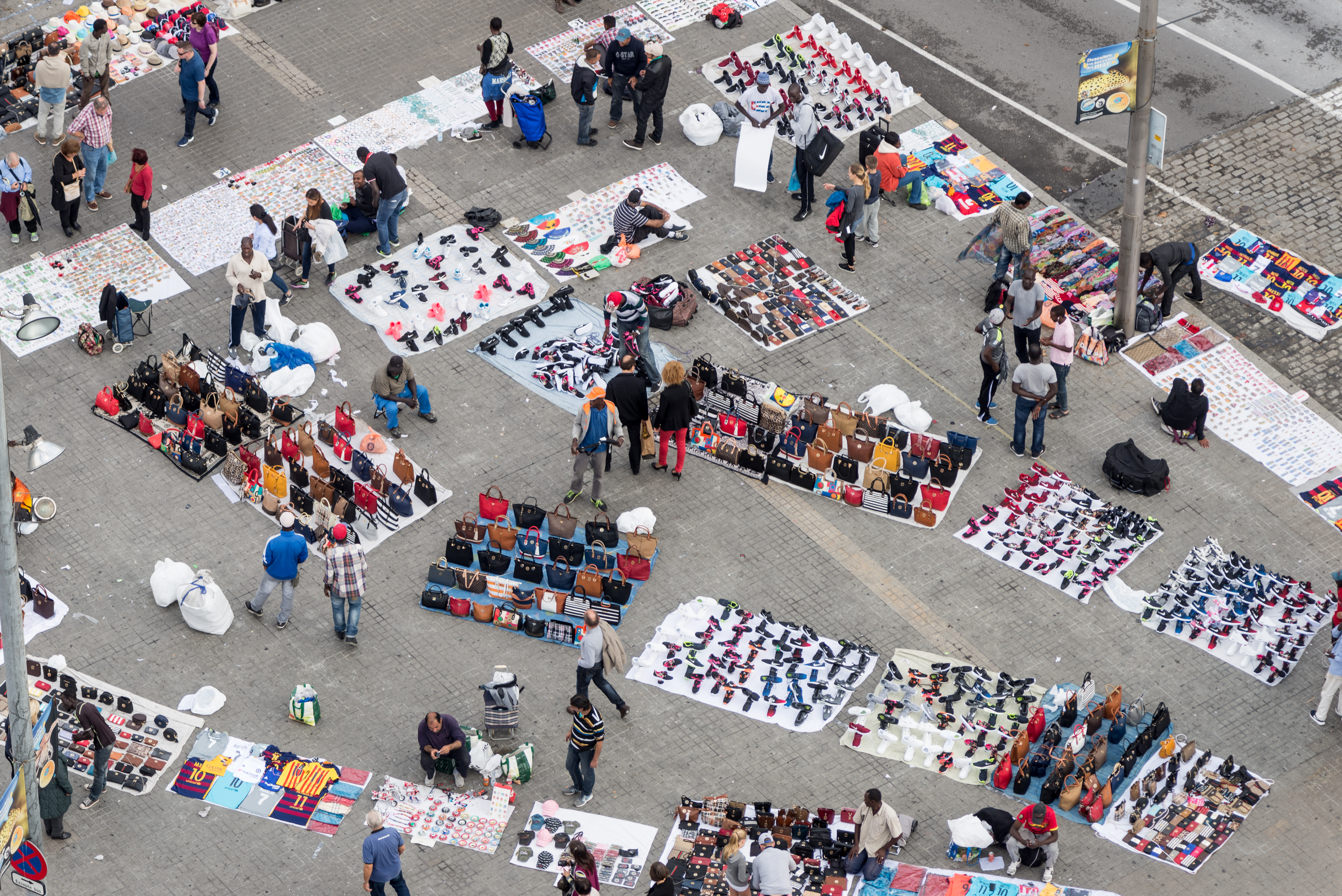
Barcelona 2015

El mercat negre és el comerç il·legal o clandestí, és a dir l'intercanvi de mercaderies la circulació de les quals és prohibida, racionada o robada.

## Formació
El fenomen del mercat negre sorgeix en temps de crisi o en períodes de control governamental de l'economia, usualment quan l'escassesa de béns de primera necessitat obliga als governs a imposar controls de preus o racionament de béns. En aquestes circumstàncies, els venedors són disposats a saltar-se les lleis amb la condició d'aconseguir majors guanys, mentre que els compradors estarien disposats a pagar preus més elevats (de vegades no els quedaria més remei) per a aconseguir un actiu que els és prohibit o limitat. És a dir, situacions que existisca més demanda que oferta, i que l'oferta existent no s'embena per aquestes prohibicions o perquè simplement els comerciants poden vendre a un millor preu en un mercat no establit, com ho és un mercat negre.
El mercat negre no s'aplica exclusivament a productes de primera necessitat: els països que prohibeixen, restringeixen o permeten la venda a elevat preu de tabac o alcohol propicien l'aparició de persones que introdueixen aquests productes il·legalment. Igualment, la compravenda de drogues, armes i altres substàncies no permeses per la llei formen mercats negres d'enormes dimensions.
Els canvis il·lícits de moneda també solen ser considerats com operacions de mercat negre. En aquest cas, la causa és la fixació d'un tipus de canvi oficial a nivells que no reflecteixen el seu tipus de canvi real. D'aquesta manera, els posseïdors de moneda estrangera forta (usualment dòlars, però recentment també euros) les venen fora dels mercats oficials, per a no haver de canviar-les a tipus de canvi menys avantatjosos.